# Matohanci
 Matohanci  (olaszul: Motoanci) falu Horvátországban, Isztria megyében. Közigazgatásilag Kanfanarhoz tartozik.

## Fekvése
Az Isztria középső részén, Pazintól 24 km-re, községközpontjától 7 km-re délnyugatra a Kanfanart Rovinjjal összekötő főút mellett fekszik.

## Története
A településnek 1880-ban 71, 1910-ben 95 lakosa volt. Az első világháború után a rapallói szerződés értelmében Isztria az Olasz Királysághoz került. A második világháború után Jugoszlávia része lett. Jugoszlávia felbomlása után 1991-ben a független Horvátország része lett. 2011-ben a falunak 87 lakosa volt. Lakói mezőgazdasággal, állattenyésztéssel foglalkoznak.

## Lakosság
| Lakosság változása | Lakosság változása | Lakosság változása | Lakosság változása | Lakosság változása | Lakosság változása | Lakosság változása | Lakosság változása | Lakosság változása | Lakosság változása | Lakosság változása | Lakosság változása | Lakosság változása | Lakosság változása | Lakosság változása | Lakosság változása |
| ------------------ | ------------------ | ------------------ | ------------------ | ------------------ | ------------------ | ------------------ | ------------------ | ------------------ | ------------------ | ------------------ | ------------------ | ------------------ | ------------------ | ------------------ | ------------------ |
| 1857               | 1869               | 1880               | 1890               | 1900               | 1910               | 1921               | 1931               | 1948               | 1953               | 1961               | 1971               | 1981               | 1991               | 2001               | 2011               |
| 0                  | 0                  | 71                 | 79                 | 89                 | 95                 | 0                  | 0                  | 90                 | 88                 | 74                 | 64                 | 71                 | 62                 | 69                 | 87                 |

## Nevezetességei
A bronzkori Maklavun halomsír a 212-es magasságban található Sošići falu közelében. A sír ma olyan mészkősziklaként azonosítható, amelynek magassága legfeljebb 3 m, átmérője pedig 16 m. A régészeti feltárások a tumulust az első mükénéi típusú (tholos), torony alakú halomsírként határozták meg ezen a területen. A sírt számos rangos család temetkezési helyéül használták. A kísérő régészeti leletek (kerámiaedények maradványai és egy bronz ernyő) az i. e. 1500 és 1200 közötti időszakra datálják a sír használatát.